# Quasimartingal
Ein Quasimartingal ist ein Begriff aus der Stochastik und bezeichnet einen stochastischen Prozess, welcher eine endliche mittlere Variation hat. Quasimartingale sind eine Verallgemeinerung der Semimartingale und sind genau dann Semimartingale, wenn sie càdlàg sind. Der mathematische Vorteil bei den Quasimartingalen liegt darin, dass es bei Beweisen häufig einfacher ist zu zeigen, dass ein Prozess ein Quasimartingal als ein Semimartingal ist. Danach muss man nur noch die Càdlàg-Eigenschaft zeigen.
Die Quasimartingale wurden 1965 von dem amerikanischen Mathematiker Donald Fisk eingeführt.
Manche Autoren verwenden den Begriff als Synonym für das Semimartingal und setzen voraus, dass der Prozess càdlàg ist.

## Quasimartingal
Sei {\displaystyle (\Omega ,{\mathcal {F}},({\mathcal {F}}_{t})_{t\geq 0},P)} ein Wahrscheinlichkeitsraum mit Filtration {\displaystyle ({\mathcal {F}}_{t})_{t\geq 0}} und sei {\displaystyle \tau } eine Partition des Intervalls {\displaystyle [0,\infty ]}. Weiter sei {\displaystyle X=(X_{t})_{t\geq 0}} ein adaptierter stochastischer Prozess, dann nennt man 
{\displaystyle \operatorname {Var} (X):=\sup \limits _{\tau }\mathbb {E} \left[\sum \limits _{i=0}^{n}{\big |}\mathbb {E} [X_{t_{i}}-X_{t_{i+1}}|{\mathcal {F}}_{t_{i}}]{\big |}\right]}
die (mittlere) Variation von {\displaystyle X}. Der Prozess {\displaystyle X} ist ein Quasimartingal wenn {\displaystyle \mathbb {E} [|X_{t}|]<\infty } für alle {\displaystyle t} und der Prozess endliche Variation hat
{\displaystyle \operatorname {Var} (X)<\infty .}

### Eigenschaften
- Jedes Semimartgal ist ein Quasimartingal.
- Ein Quasimartingal ist genau dann ein Semimartingal, wenn es càdlàg ist.[3]
- Der Satz von Rao wird für Quasimartingale formuliert.